# Atomosia dasypus
Atomosia dasypus là một loài ruồi trong họ Asilidae. Atomosia dasypus được Wiedemann miêu tả năm 1828.